# Festival Nuevas Bandas
El Festival Nuevas Bandas es un espectáculo llevado a cabo en Venezuela por la Fundación Nuevas Bandas bajo la presidencia de Félix Allueva. Fue creado con el fin de apoyar y difundir el trabajo de las nuevas generaciones de músicos que se desempeñen en el área de la música urbana, específicamente en el pop rock y sus variantes. Los participantes que intervienen en el espectáculo son seleccionados mediante un proceso de inscripción y entrega de material o a través de un circuito de conciertos (Circuito Nuevas Bandas). Finalmente, un jurado especializado escoge al grupo ganador del evento. Además de las agrupaciones concursantes, se presentan agrupaciones en carácter de invitados especiales nacionales e internacionales, se efectúan homenajes, conferencias y otras actividades especiales.

## Historia
El Festival Nuevas Bandas es el evento más antiguo de Latinoamérica en su estilo y se ha realizado desde 1991. Para ese entonces se llamó: "1era Muestra de Bandas Pop de Caracas".
Las productoras Kultura Subterránea y Espacios Urbanos organizaron, entre los ochenta y en el inicio de los noventa, un espectáculo denominado "Los Insurgentes". Este evento acopló las propuestas más representativas del rock capitalino de esa época. En 1989 se realiza su primera edición, en el Teatro Cadafe (Caracas), con la participación de Zapato 3, Trucos, Eskape, Lavanda Cinética, El Rastro, El Enano de la Catedral, Sueño en Rojo, Radio Clip, Dur Dur, Los Gusanos y Desorden Público (como agrupación invitada).
En marzo de 1990 se desarrolló su segundo ciclo, en el mismo escenario, con la intervención de Za Zen, La Máquina Azul, Darío Carli y la Pasión por la Carne, Central de Alarma, Spías, Inter Nos y Zapato 3 (como invitado especial). La Primera Muestra de Bandas Pop de Caracas, efectuada en 1991, irrumpe como la continuación de "Los Insurgentes". Desplegada en la Casa Rómulo Gallegos (Caracas), del 14 al 20 de mayo de 1991, la serie de recitales convocó a Duendes, La Cacería de Hamlet, Los Amigos Invisibles, El Quinto Combo, Sistema 2 y Sus 4. Con esta muestra de agrupaciones, comienza la historia del Festival Nuevas Bandas. Y a partir de 1994 se transforma en una competencia e incluye por primera vez el género del metal con la agrupación Sentencia.
En el festival o en sus circuitos asociados se han presentado algunas de las agrupaciones más importantes en el rock venezolano como Los Amigos Invisibles, La Muy Bestia Pop, Zapato 3, Desorden Público, Dermis Tatú, Caramelos de Cianuro,Sur Carabela, La Puta Eléctrica, Candy 66, Liqüet, Master Gurú, Mochuelo, Charliepapa, Viniloversus, La Vida Boheme, Los Mesoneros, Fordelucs, Los Mentas, Sin dirección, Rawayana, Okills, La Vesper, Sentencia, HolySexyBastards, MCKlopedia, Pluslotto, Americania y Los Colores.

## Ediciones[4]
| Año                                          | Bandas Participantes | Bandas Invitadas | Ganador(es)                    | Lugar                                                                   |
| -------------------------------------------- | --- | --- | ------------------------------ | ----------------------------------------------------------------------- |
| 1991 (1.ª Muestras de Bandas Pop de Caracas) | | Duendes, La Cacería de Hamlet, Los Amigos Invisibles, El Quinto Combo, Sistema 2 y Sus 4 | Sin ganadores                  | Casa Rómulo Gallegos                                                    |
| 1992                                         | Caramelos de Cianuro, La Banda de la Banana Voladora, Clandestinos, Trama, La Contra, Trasvidas. | Sentimiento Muerto, Desorden Público, El Quinto Combo | Sin ganadores                  | Casa Rómulo Gallegos                                                    |
| 1993                                         | La Muy Bestia Pop, Palmeras Kaníbales, Trance Nuance, Max y los Fagocitos Blancos, La Cantante Calva, Gioconda Santa, Barblues, Ágata, Proyecto Soul Latino                                                              | Los Gusanos, Caramelos de Cianuro, Dermis Tatú, La Seguridad Nacional | Sin ganadores                  | Teatro Cadafe                                                           |
| 1994                                         | Grillos Mientras Tanto, Roldán Ayata, La Nave, La Calle, La Fábula Jack, Sin Sospechas, Grubi Man, Séptimo Oxígeno, Sentencia                                                                                            | Dermis Tatú | La Calle                       | Plaza de los Museos                                                     |
| 1995                                         | Punto Rojo, Bloon, Cebollas Ardientes, Culto Oculto, Monaguillos de Sodoma, Animal Social, La Puta Eléctrica, Thorvald, Xtremaunción, Lamias                                                                             | La Calle, Spias | La Puta Eléctrica              | Casa Rómulo Gallegos                                                    |
| 1996                                         | Agresión, Alban Arthuan, Amor de Madre, La Cándida Virgen, Juan Peyote, Boanerges, Holy Pigs, Fauna Crepuscular, Don Seruyo, Superglicerina                                                                              | Los Amigos Invisibles | Agresión                       | Casa Rómulo Gallegos                                                    |
| 1997                                         | Blue Dog, Intelegencia Bruta, La Corte en Pleno, Grendel, Danza Mecánica, CDM, Luz Verde, Lanthanum, Levítico, Los 3 bebés y la madre que Los parió, Soma Raza, Luky & Los Astrolabios, La Vorágine, NPI, La Poceta Azul | Caramelos de Cianuro | Luky & Los Astrolabios         | Teatro Nacional                                                         |
| 1998                                         | Agente Rudo, Doink!, 808, Grog, Repe, Tomates Fritos, La Caja Orgánica Antirritmo, Wahala, LaFunnyCo, Demise | Metro Zubdivision, La Corte, El Pacto, La Leche | Wahala                         | Sala Ana Julia Rojas                                                    |
| 1999                                         | Rebelión Andina, El Cuervo, Sr. Funky, Después de Vieja, V'ilis, Mamajammings, Iguanas de Trapo, Santuario, Los Mentas                                                                                                   | Izul (Suiza), Aldea (Colombia), Zapato 3, La Corte, Desorden Público. | Los Mentas                     | Espacios Abiertos Teatro Teresa Carreño                                 |
| 2000                                         | Submarino, Candy 66, Zaperoco Sound System, Supernova, Niggaz Fell Da' Hood, Santa Palanka | Bacalao Men, La Leche, 90's All Stars, La Puta Eléctrica, Claroscuro, Caramelos de Cianuro, Fauna Crepuscular, Los Amigos Invisibles | Candy 66 y Submarino           | Espacios Abiertos Teatro Teresa Carreño                                 |
| 2001                                         | Skatz, Antena Mantis, Motor X, Subsonus, Meganeura Monji, Los Oceánicos | Trece, Caramelos de Cianuro, Los Amigos Invisibles Juanes (Colombia), Libido (Perú), Los Tetas (Chile) | Los Oceánicos                  | Espacios Abiertos Teatro Teresa Carreño                                 |
| 2002                                         | Colectivo Proyectil, Silfo, HoraCero, Liqüet, Le Merm, Dúplex | Desorden Público, Sur Carabela, Tributo a Sentimiento Muerto, Galápago (México), Bitman & Roban (Chile), Enrique Bunbury (España). | Liqüet                         | Espacios Abiertos del Centro Comercial Ciudad Tamanaco                  |
| 2003                                         | Sónica, Stake, Doppler, Lo Blanco del Ojo, Ohmio, Master Gurú. | Papashanty SaundSystem, Liqüet, Candy 66, Pluramon (Alemania), Los Tetas (Chile). | Master Gurú                    | Espacios Abiertos Centro Sambil                                         |
| 2004                                         | Billy Se Fue, Skin, Derna, Torkhe, Drogui65, Leech | Solares, Miguel Ángel Noya, Funkreal (Chile), Sonorama (Colombia), Sala de Leb, Todosantos, Dj Alma | Skin                           | Espacios Abiertos Centro Sambil                                         |
| 2005                                         | In a Cold Room, Volta, Vielma ha hurtado las porras, P-Zoom, E.M.B.A.S, Mochuelo, Sunú | Repe, Bacalao Men, Billy Se Fue, KP 9000, RA Sonido Visual, La Seguridad Nacional, Papashanty Saundsystem | Mochuelo                       | Estacionamiento del Centro Ciudad Comercial Tamanaco                    |
| 2006                                         | Viniloversus, Planeador, Proyekto Aura, Twamb, Ernie | Skin, Los Mentas, Billy Se Fue, Candy 66, Mochuelo, Revolber (Paraguay), Pornomotora (Colombia), Koji K' Utho (Colombia) | Viniloversus                   | Concha Acústica de Bello Monte                                          |
| 2007                                         | No se realizó el festival | No se realizó el festival | No se realizó el festival      | No se realizó el festival                                               |
| 2008                                         | Electrómetro, Jekyl Hydes, La Vida Bohème, Los Pacientes de Freud, Magik Family, Karnavali, Raped Dolls, Sieben, Toberías, Vital                                                                                         | Autopista Sur, Cienfue (Panamá), Colectivo Hip Hop,) KP 9000, Mister Swing & The Bongó Clan, Patafunk Dubdelic, Pony Bravo (España), Ulises Hadjis, Viniloversus                                                                                                | La Vida Bohème                 | Plaza Isabel La Católica, La Castellana                                 |
| 2009                                         | Fordelucs, Buffalo Mad, Marilanne, Los Mesoneros, Charliepapa, Black Hole Nine, Amansaguapo, Llave de Fuego | Agonía, Candy 66, Cunaguaro Soul, Johnie All Stars (Colombia), La Vida Bohème, Luz Verde, Señor Loop (Panamá), Skampida (Colombia), The Asbestos, Tom Cary (España)                                                                                             | Fordelucs                      | Plaza Isabel La Católica, La Castellana                                 |
| 2010                                         | Bioshaft, Agonía, White Offense, Para Llevar, Tequila and Caroline, Lebronch, Chupi Lumpi, Alfombra Roja, Rawayana, Las Locuras de Tomasito, Prozak, Merlot                                                              | Los Humanoides, Tomates Fritos, Los Paranoias, El Arca, Liqüet, Candy66, Viniloversus, La Vida Bohème | Alfombra Roja                  | Plaza Isabel La Católica, La Castellana                                 |
| 2011                                         | No se realizó el festival | No se realizó el festival | No se realizó el festival      | No se realizó el festival                                               |
| 2012                                         | Petrula, Buenaparte, La Mar, Telecolor, La Abuela Disco, Los Colores, Holy Sexy Bastards, Espiral Jack, Guayana Dub Project, Sir Buffalo, Okills                                                                         | Sunplash, Alfombra Roja, Viniloversus, Los Mentas Jorge Spiteri y su Boogaloo, Los Humanoides | Holy Sexy Bastards y Okills    | Estacionamiento Diario El Nacional                                      |
| 2013                                         | Ultravioleta, Mike Lemus, THE, 3 Som, Hotel, Wannamaker, Colectivo Breddas, Del Pez, Soires Naes, Mind The Gap, ÜberCafé                                                                                                 | PlusLottus (España), La Inesperada Sol Dual (España), Carlos Mendez (Panamá), Holy Sexy Bastards, Tomates Fritos, Candy 66, Okills, McKlopedia, Famasloop | Del Pez                        | Estacionamiento Diario El Nacional                                      |
| 2014                                         | Los J, Niño Nuclear, Trip Land, Yalung Tang, I:O, Phonit, Retrovisor, Maskhera, Marti Ann, BIDAIA, La Última Thule, Joudy Ju                                                                                             | Charlipepa, Los Mentas, Candy66, Orquesta Experimental de Rock Sinfónico de Barquisimeto | Niño Nuclear                   | Centro Cultural Chacao                                                  |
| 2015                                         | La Fiesta Animal, Kung Fu Club, Motorfunk, Los Confleis, Desinformados, Ainhoa, José y el Toro, Versed, Novocolor, Dandy León, D’Eras, Quincalla, La Pagana Trinidad, Rudras, Bonanza                                    | Circo Vulkano, Horacio Blanco, Famasloop, Sergio Perez, Los Mesoneros, Oestes Santo, Okills, Los Beat3, Los Pixel, Niño Nuclear, C4Trio | Kung Fu Club                   | Centro Cultural Chacao                                                  |
| 2016 Se realizó en marzo de 2017             | Colérico Espín, Nzila Afrobeat Project, Pakalolo, Cuásar, Romanza, The Viridian Groove, Clubhouse, Vals Monserrat, Polyman, And Panza, Technicolor                                                                       | Kun Fu Club, Homenaje a Los Amigos invisibles | Polyman y Technicolor          | Centro Cultural Chacao                                                  |
| 2017                                         | Musanostra, Kurikos Suin, Casona Fletcher, Kurarex, V.P.H., Chinelo, Paisaje Local, Frankenstein V8, Colibrí, Gran Radio Riviera, Le’ Cinema                                                                             | Henry The Horse, Polyman, Technicolor, Homenaje a Dermis Tatú | Le’ Cinema                     | Plaza Altamira Sur                                                      |
| 2018                                         | Esos… Cubos, Los Delorean, La Fleur, Walking Like Ants, Anakena, Bridges, Goe, Pez Volador, Visión Real, Zoller, Virtual Animal, Nomásté, Frailes, Drosera Capensis                                                      | Le’ Cinema, Tripland, Niño Nuclear, Gran Radio Riviera, Colibrí, Lxgico, Hyperaktivist, Limpiacabezales, Djane Violet, Samantha Tariffi, Suite de Fuego, Xplótala, Caracas Ruidosa                                                                              | Anakena                        | Centro Cultural Chacao                                                  |
| 2019                                         | Rapisarda & La Celebración, Malasangre Social Club, Wilmer Franco, Fugados, Los escritores de Salem, Compayson, Nueve Noventa, Novanout, Banda Sick Feel, Guaica, Stereolux, Mirages                                     | Anakena, Agente Extraño | Wilmer Franco                  | Plaza Altamira Sur                                                      |
| 2022                                         | Xanaxboy & Los $Inie$Tro$, Nina, Capitán Mostacho, Gran Celaje, Cristal, Los Delorean, Anorexia Isan, Caribian, Punto de Partida                                                                                         | Kreils y Caribano, Arrecho, Dr. No, Áfreeka, Anarkía, Lou T, Arcaiko, Delito, Agente Extraño y Gladis Cordero, Anakena, Frailes, Selector Ackee, DJ Moradex, DJ Matshita, T-Dah DJ, 01 Sound Systema, Julio César III Venegas, DJ Tuerka, DJ Alfinger, DJ Machu | Los Delorean, Capitán Mostacho | Municipio Chacao, Av. Tamanaco, calle Mohedano, Centro Cultural Chacao. |
| 2023                                         | Claudia Rojas, Laurence, Nomásté, Fakboi, Desierto Polar, Ceres, Cunaguaro, Formas, Drag, Decibeles | Anorexia Isan, The Mask of Blood, Dizzy Trizzy, Spartans, Hecatombe Los Delorean, Capitán Mostacho, Alto Pana | Fakboi, Cunaguaro              | Municipio Chacao, Av. Tamanaco, calle Mohedano, Centro Cultural Chacao. |
| 2024                                         | Alógena, Altar Prototipo, Camay, La Chusma 89, Los Strato, Luis Lizardo, Lumbral, Meruva, Outsiders, R1TVAL, Zoller | Fakboi, Cunaguaro | R1TVAL                         | Concha Acústica de Las Delicias, Maracay                                |